# 杨晓波 (1971年)
杨晓波（1971年11月—），中华人民共和国女性官员，山西省阳城县人，晋东南师范专科学校毕业，南开大学经济专业在职研究生，原高平市人民政府市长。2014年4月30日，她因“涉嫌严重违纪”被中共山西省纪委调查。2014年11月26日，中央纪委监察部网站公布，杨晓波任高平市长期间，利用职权非法索取、收受他人财物和礼品，且“情节严重”，还与他人通奸。杨晓波被开除中国共产党党籍、开除公职、移送司法机关处理。

## 生平
1971年11月，杨晓波出生在山西省阳城县。有传闻称，杨晓波的父母均有官职，父亲曾在晋城矿务局担任处长，母亲曾是晋城市人民医院院长，另一种说法称其父是高平市的主要领导之一。传闻称，杨晓波仕途顺利、提拔迅速，与她父母的背景大有关系。1991年，杨晓波从晋东南师范专科学校（现已升格为长治学院）毕业，被分配到晋城矿务局工作，担任人事处科员。她很快获得提拔，1995年6月，她成了人事处干部管理科科长，这时到她参加工作还不满四年。
1997年7月，杨晓波离开晋城矿务局，到晋城市工作。头一年，她在中共晋城市委组织部干部监督科担任科员。一年之后，她成了干部监督科正科级组织员。2000年12月，她改任中共晋城市委组织部市直干部科副科长、正科级组织员，直到2003年12月。2003年12月，她又被调动到共青团系统工作，获得提拔，被任命为中国共青团晋城市委员会副书记。2006年5月，她结束了在共青团的任职，回到中国共产党系统，在晋城市城区担任中共晋城市城区区委常委、宣传部部长，直到2011年5月。
2011年5月，杨晓波再次升职，被任命为中共山西省高平市委常委，高平市人民政府党组书记、代市长。6月，她正式担任中共山西省高平市委副书记、高平市人民政府党组书记、市长。很多官场人士认为杨晓波这次升职不同寻常，从宣传部长直接提拔为市长是很罕见的情况，而且杨晓波长期在共产党、共青团系统任职，并无基层政府工作经历。杨晓波成为高平市长之时，高平市的煤炭资源整合过程已经基本结束。由于煤炭行业不景气，煤价低迷，杨晓波决定用房地产来提升政绩。2014年初，高平市政府与广东碧桂园集团签订合同，碧桂园集团拟用两到三年时间将860亩土地建设成一个商业、景观、住宅综合体，总投资为26亿元人民币。这一项目被认为是杨晓波任高平市长期间的“一号工程”。2014年4月30日，中央纪委监察部网站发布消息，杨晓波“涉嫌严重违纪”，正接受山西省纪委调查。她的“一号工程”也随之停工。6月19日，中共晋城市委宣布，任命邹树琦为中共高平市委委员、常委、副书记，提名为高平市市长候选人。6月26日，高平市第五届人大常委会第二十五次会议决定接受杨晓波辞去市长职务的请求，决定由邹树琦以高平市副市长代理高平市市长。
杨晓波任市长期间，谢克敏曾担任中共高平市委书记，当地官员向记者透露，二人关系势同水火。谢克敏为人强势，而杨晓波“遇强则强”，两人冲突不少。谢克敏在2013年6月离开高平，8月起在中共山西省纪委监察厅任副厅长，半年左右就因“涉嫌严重违纪”被带走调查。当地官员推测，两人关系不佳，可能是谢克敏被调查后揭发了杨晓波。还有推测称，杨晓波任职期间利用职权为丈夫的公司牟取不正当利益，因此被调查。
2014年11月26日，中央纪委监察部网站发布了调查结果：“杨晓波在担任高平市市委副书记、市长期间，利用职务便利，为他人谋取利益，非法索取、收受他人财物，且数额巨大，情节严重；收受礼品；与他人通奸”。杨晓波收受的财物包括人民币950万元、美元47万元、欧元9万元、价值人民币30.21万元的金条、3万元购物卡、手表3块、首饰5件和重达100克的金碗一个。这些财物是她从43人索取、收受的，涉及帮助他人在工程承揽、土地出让金返还、工程款结算、财政资金拨付、工作调动、调整职务等事上获利。杨晓波被开除党籍、开除公职，其受贿问题涉嫌犯罪，被移送司法机关处理。加上之前两任高平市长秦建孝和谢克敏，高平市已经有连续三任市长被“双开”。还有媒体因此把高平称为“‘塌方式腐败’的样本”。11月26日当天，中纪委还通报了另一名山西女官员张秀萍的调查结果，张秀萍的违纪行为中也有“与他人通奸”，媒体称这是中纪委在通报中首次提到女官员通奸。媒体报道称，杨晓波任职高平期间“与多名上下级长期保持情人关系”。